# Antonio Canova
Antonio Canova (Possagno kraj Trevisa, 1. studenog 1757. – Venecija, 13. listopada 1822.), talijanski kipar, slikar i arhitekt; glavni predstavnik neoklasicizma u kiparstvu.

## Životopis
Školovao se u djedovoj klesarskoj radionici i u poznatim venecijanskim radionicama, te kao priznat umjetnik 1779. godine dolazi u Rim. Djelovao je u Rimu, Veneciji, Napulju i Parizu. 
Bio je glavni portretist papa, europske aristokracije i vojničke elite. Pod utjecajem antičke skulpture stvorio je vlastitu inačicu klasicističke skulpture u kojoj prevladava naturalističko oblikovanje. Radio je savršene i dopadljive aktove i mitološke kompozicije. 
U doba ampira radio za Napoleona i njegov dvor dajući glavni ton skulpturi. Za života je bio slavan, dvorski kipar i imao je golem utjecaj na generacije kipara akademista 19. stoljeća. Bio je jedan od vodećih kreatora kulture politike Papinske Države; napose je zaslužan za uspješne pregovore i povratak velikog dijela umjetničkih djela u Vatikanske muzeje nakon 1815., a koje su prethodno otuđile Napoleonove trupe.
Canova je umro u Veneciji 13. listopada 1822., a pokopan je u rodnom Possagnu, u Tempio di Canova, maloj rotondi-grobnici izvedenoj prema njegovim nacrtima nadahnutima oblicima rimskoga Panteona; danas Muzej Canova.

## Djela
Iz razdoblja ampira potječu i portreti Napoleona, Pauline Bonaparte-Borghese kao Venere, Napoleonove majke i mnoge druge skulpture. Upravo ta njegova djela, nastala u neposrednom kontaktu s modelom, djela su koja u Canovinu opusu zauzimaju važna mjesta. Jer riječ je o realistčnim portretima ili portretnim poprsjima koja uz opis nedvojbeno slijede i Canovinu težnju za psihološkim poniranjem i karakterizacijom pojedinog lika.
Canova majstorski obrađuje površinu, pretjerano idealizira likove i stvara nova kompozicijska rješenja savršeno modeliranih aktova (Talijanska Venera; Amor i Psiha; Tri Gracije; Orfej i Euridika; Venus Victrix i dr.). No njegova se virtuoznost očituje u izrazitoj težnji za dopadljivošću i rijetko oblikuje realistična djela kao što su nadgrobni spomenici kardinala Klementa XIII. u crkvi Svetoga Petra u Rimu i Klementa XIV., te poprsja Napoleona i hrvatskog generala Jurja Vrkljana[nedostaje izvor], na kojima postiže bitna kiparska rješenja s pomodnim tragičarskom patosom, što mu donosi još niz sličnih narudžbi. 
- Orfej, 1777.
- Napoleon kao Mars, Apsley House, London
- Antonio Canova iz njegovog studija, oko 1813.
- Tri gracije, Ermitaž, Sankt Petersburg
- Pobjednički Perzej, Vatikanski muzeji
- George Washington, Muzej povijesti Sjeverne Karoline
- Tezej i Kentaur, 1804.–1819., Kunsthistorisches Museum, Beč
- Grobnica Klementa XIII.
- Grobnica Klementa XIV.
- Kenotaf Marije Christine od Austrije, Augustinerkirche, Beč
- Canovin spomenik u crkvi Basilica di Santa Maria Gloriosa dei Frari, koju je Canova dizajnirao kao mauzolej za slikara Tiziana, Vencija

## Vanjske poveznice
- Canova, biografija na wga.hu (engl.)
- Antonio Canova, katolička enciklopedija (engl.)